# Stomir
Stomir – staropolskie imię męskie, złożone z członu Sto(j)- ("stać, stoję") oraz członu -mir ("pokój, spokój, dobro"). Może oznaczać "niech nastanie pokój".
Stomir imieniny obchodzi: 12 stycznia i 2 listopada.